# リケ駅
リケ駅（リケえき、仏: Riquet）は、フランス・パリの19区にある、メトロ（地下鉄）7号線の駅。

## 概要

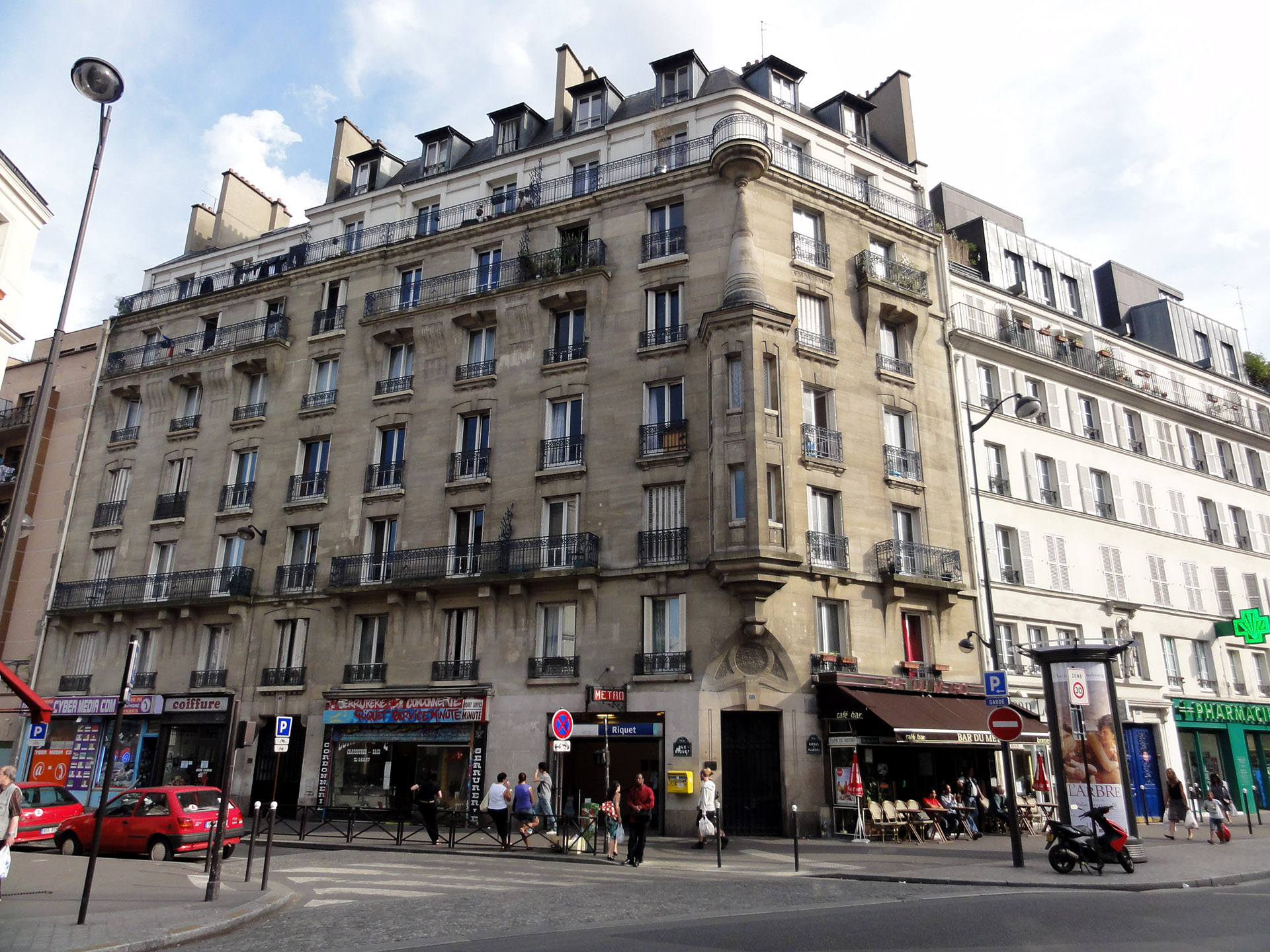
駅出入口はコンゴ民主共和国の大使館が入る建物に設けられている

1910年11月5日、パリ交通公団の前身企業のひとつパリ都市鉄道会社 (CMP)によって、7号線最初の区間オペラ〜ポルト・ド・ラ・ヴィレット間が開業された際に開設された。
駅名は17世紀の技術者、ピエール＝ポール・リケにちなむ。リケはミディ運河を設計し1666年からの着工にも携わった人物であり、その工事はリケが没した翌年の1681年に息子によって完遂された。

## 利用状況
2011年の年間乗車人員は251万9,241人。2013年の年間乗車人員は253万7,863人で、これはパリメトロで302番目の多さである。

## 利用可能な鉄道路線
- パリメトロ
  -  7号線

## 歴史
- 1910年11月5日 - 7号線オペラ〜ポルト・ド・ラ・ヴィレット間の開業に伴い開設。

## 駅周辺

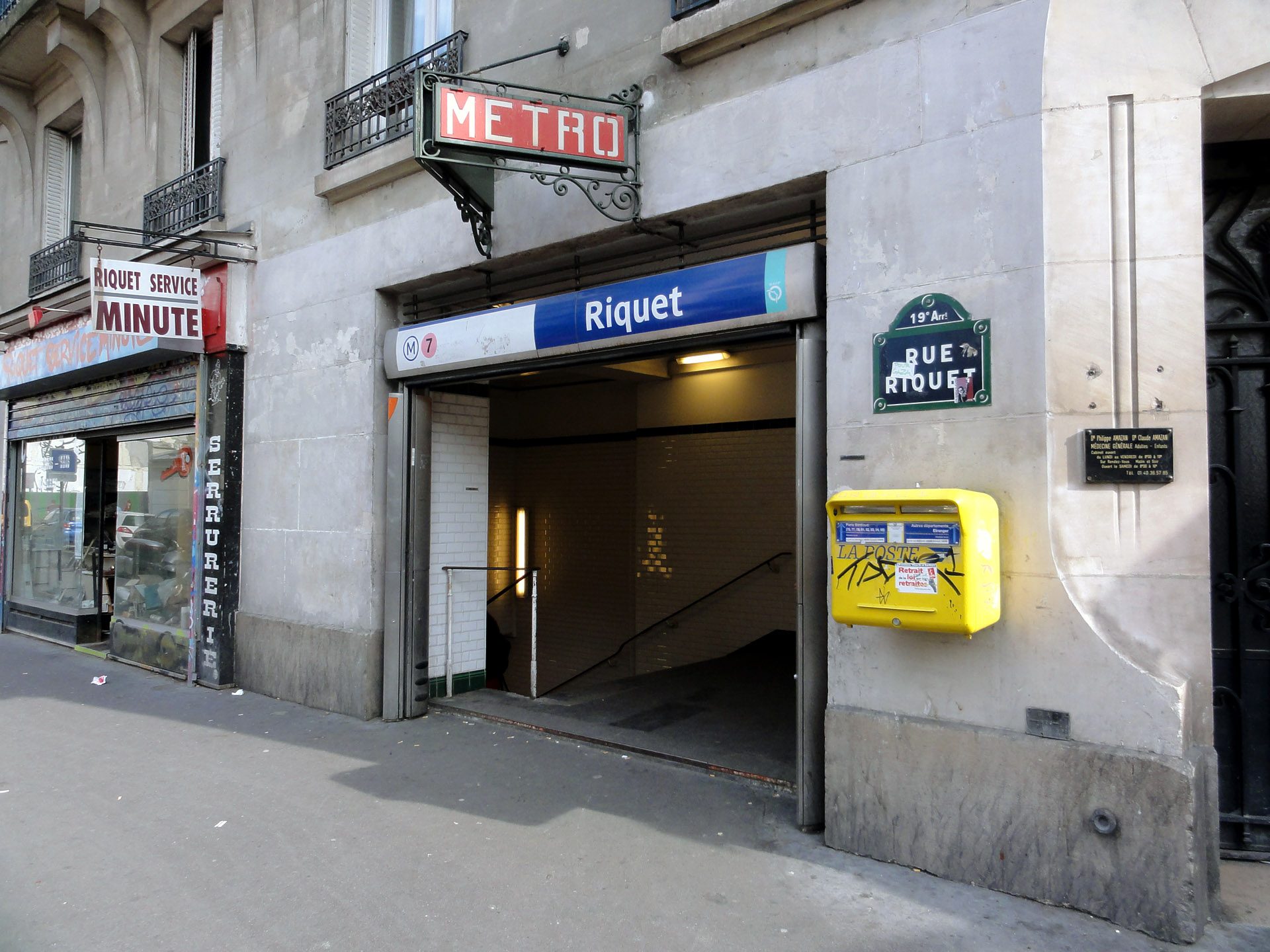
駅出入口

- ヴィレット貯水池（フランス語版）
- ウルク運河（フランス語版）
- オーベルヴィリエ通り（フランス語版）

## バス路線
パリ交通公団 (RATP) の路線バス54系統が運行されており、夜間にはノクティリアン（フランス語版）の深夜バスN42系統の運行も設定されている。

## 隣の駅
パリメトロ
 7号線
クリメ駅 （Crimée） - リケ駅 - スターリングラード駅（Stalingrad）

## ギャラリー

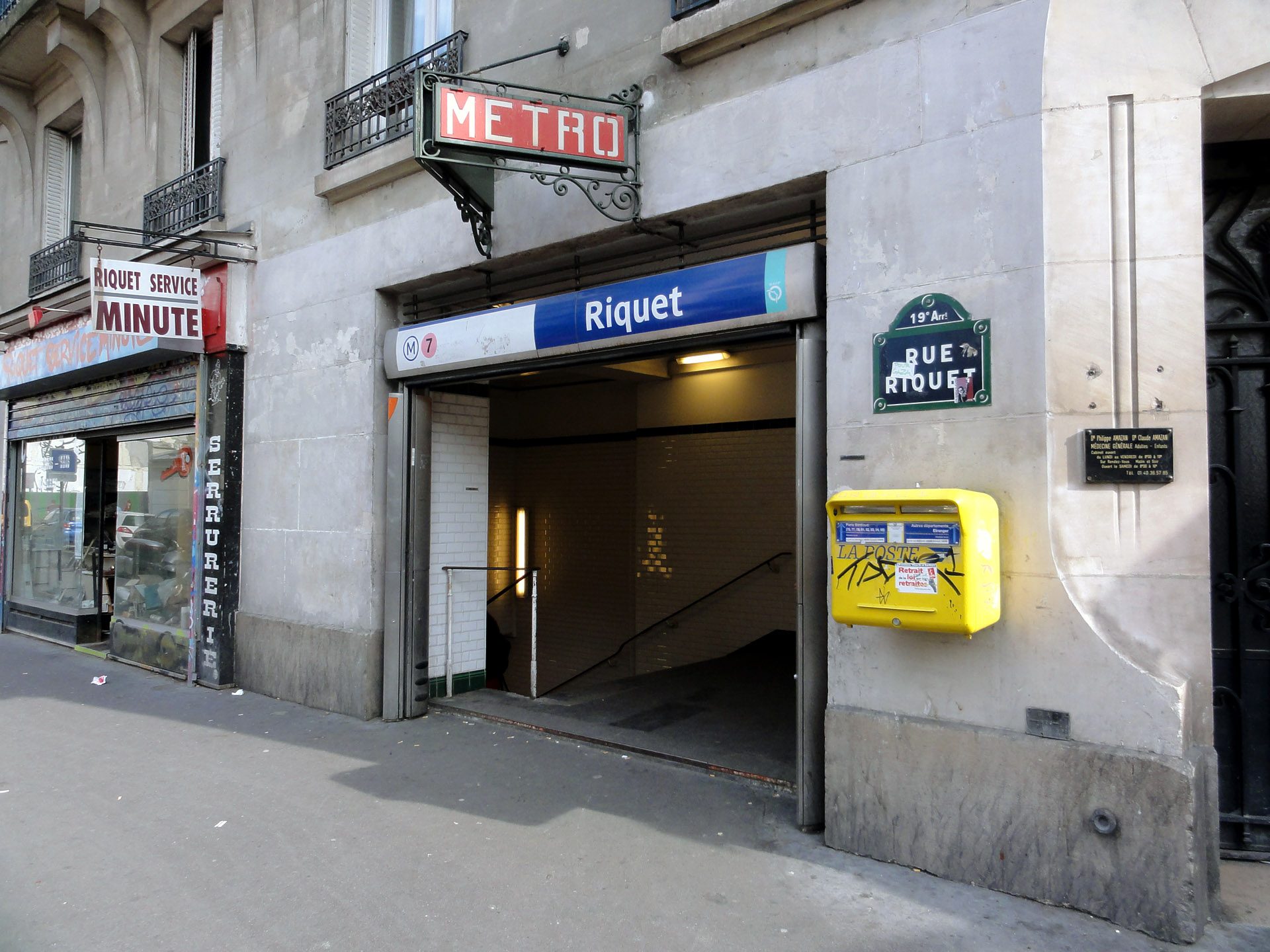
駅出入口
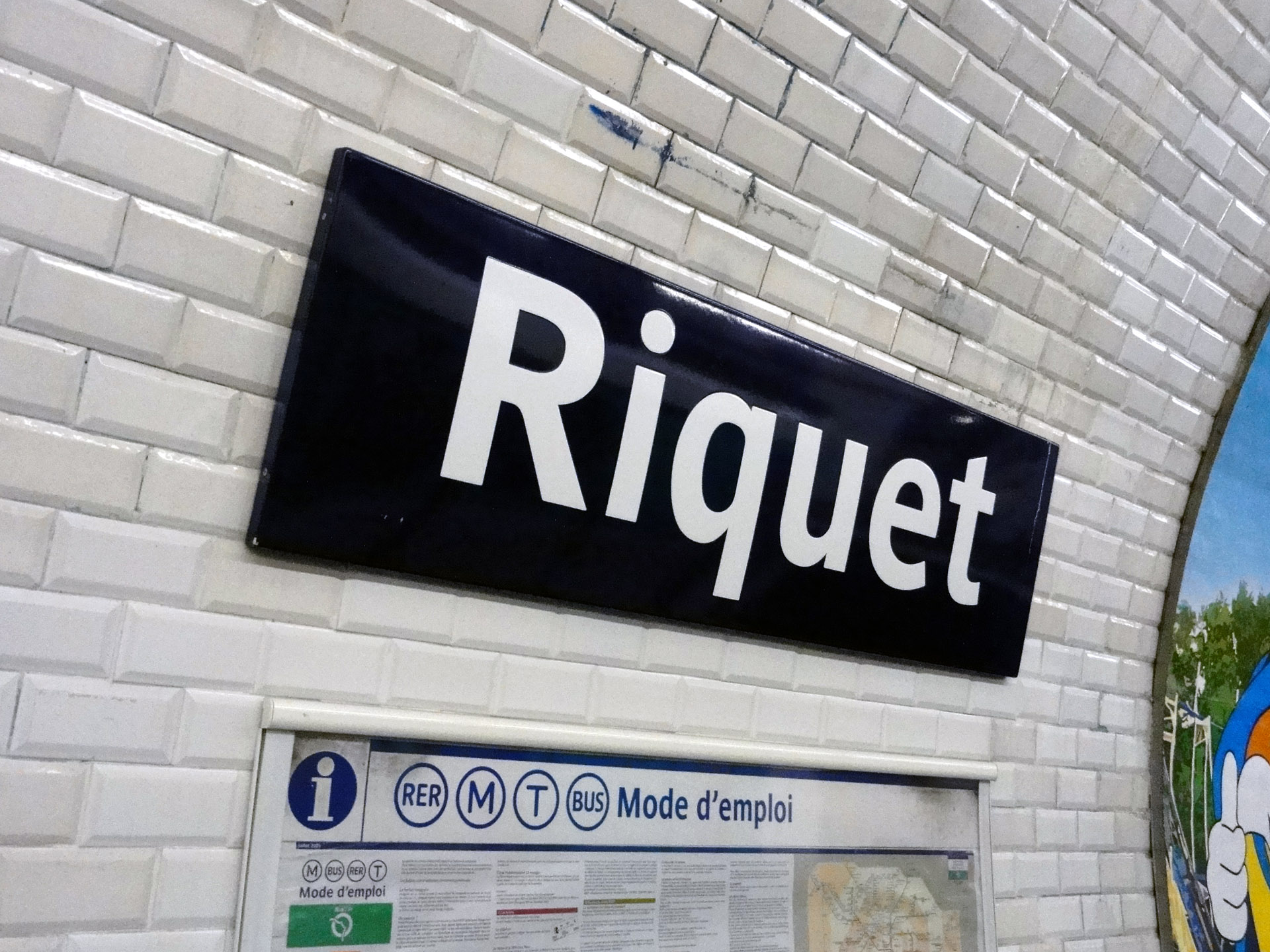
駅名標